# FC Atromitos
Atromitos FC este un club de fotbal grecesc cu sediul în Peristeri, Atena care evoluează în Superliga Greacă. Echipa susține meciurile de acasă pe Stadionul Peristeri cu o capacitate de 10.200 de locuri.